# Boran Kuzum
Boran Kuzum (1 de octubre de 1992) es un actor turco. Se graduó en teatro en el Conservatorio Universitario Estatal de Estambul en 2015. Su padre fue subgerente del Teatro Estatal de Ankara. Su madre estudió educación de Bellas artes. Kuzum estudió economía en Ankara Gazi University por un año, pero lo abandonó.

## Carrera
Hasta su graduación, ha actuado en roles importantes de varios géneros. 
En el mismo año (2015), interpretó a un manifestante llamado pharmacist Suat en 6 episodios de la serie Analar ve Anneler junto a Okan Yalabık y al Sultán Mustafá I por diez episodios en Muhteşem Yüzyıl Kösem.
El año siguiente (2016), fue seleccionado para interpretar a un teniente griego llamado Leon en Vatanım Sensin, que ganó un premio Golden Butterfly a la mejor serie. 
En 2017, Interpretó a un ladrón llamado Cüneyt en Cingöz Recai basada en una serie de novelas clásicas de Peyami Safa . La película fue dirigida por Onur Ünlü .
Ese mismo año, Interpretó a "Konstantin Gavrilovich Treplev" en la obra La gaviota de Anton Chejov en la inauguración del Festival de Teatro de Estambul. La obra ganó el premio de teatro Üstün Akmen a la mejor obra y fue nominada para el premio Afife Jale.
Por el 2018, protagonizó la serie "Şahin Tepesi" junto a Aybuke Pusat. El gran secreto que dejó una muerte - Melek Ebru Özkan cayendo La trampa de Tuna Zerrin Tekindor, con quien creció, fue acusada de un crimen que no cometió y su padre la echó de la casa y la privó de la herencia. 
Se unió al elenco en el 2019 en la primera serie turca producida para Netflix, The Protector, su personaje fue "Okhan" presente en las temporadas 2 y 4. Así mismo, protagonizó en la película internacional "turca-iraní" llamada Intoxicated by Love nombre original "Mest-i Aşk", junto a un gran elenco de actores como Bensu Soral, Burak Tozkoparan, Halit Ergenc, Hande Erçel, İbrahim Çelikkol y actores iraníes como el gran ganador a mejor actor en el Festival de cine de Cannes "Shahab Husseini", Parsa Piroufzar, el estreno de la película esta programada aproximadamente  para octubre o septiembre de 2022. 
También protagonizó a "Emrah" en la película Biz Böyleyiz una película de comedia dramática de producción turca firmada por Avşar Film , dirigida y escrita por Caner Özyurtlu , protagonizada por Berrak Tüzünataç , Engin Öztürk , Şebnem Bozoklu , Özge Özpirinçci , Meriç Aral y Hümeyra . 
En el 2020 - 2021 participa en la serie digital para la plataforma bluTV de Turquía,  Saygı donde se reencuentra con su compañera Miray Daner quién compartió escenas con él en Vatanım Sensin. Ellos junto a Nejat İşler son parte de la serie de acción criminal producida por Intermedya . 
Ese mismo año fue invitado para el episodio 6 de la serie Menajerimi Ara.
A inicios del 2021, Boran es elegido para protagonizar junto a Pinar Deniz la película de netflix Askin Kiyameti dirigida por Hilal Saral y escrita por Yilmaz Erdogan. Estrenada para la plataforma de Netflix internacional bajo el nombre de DOOM OF LOVE (2022).
A fines del mismo año (2021), Kuzum protagonizaría a "Musa" en la película producida por BKM Film, Hazine, dirigida y escrita por Canbert Yergüz. Junto a Çağlar Çorumlu comparte roles principales, también cuenta con nombres de éxito como Şükran Ovalı, Serkan Keskin, Aslıhan Gürbüz y Mert Denizmen.
Dirigido por Canbert Yerguz y escrita por Canbert Yerguz y Burak Yerlikaya. Película estrenada en todos los cines de Turquía en el 2022, posteriormente estrenada en netflix local con el nombre de Treasure.
En el 2022, a inicios de julio se anunció su nuevo proyecto en la que iba a participar Yilbasi Gecesi, su nombre en español La última noche del año, una película para la plataforma de Disney Turquía. La película trata de lo que ocurre cuando un grupo de personas que nunca deberían haberse reunido, se juntan en Nochevieja. Bajo la dirección de Ozan Açiktan y guion de la reconocida  Gülse Birsel. Reparto principal Fatih ArtmanEmir, Benderlioglu, Gülse Birsel, Alina Boz entre otros actores de renombre.
En septiembre del mismo año 2022 Boran sería uno de los protagonista del primer largometraje Adresi Olmayan Ev una coproducción Turquía-Grecia, dirigida y escrita por Hatice Askin, que se consideró merecedor de numerosos premio; fue seleccionado como la única película que reibió el apoyo de Turquía por parte de Euroimages, el mayor fondo de Europa. Producido por: Emre Oskay y coproducida por Engin ALtan Duzyatan. Reparto: Cansel Elcin, Janset, Zeynep Tugce Bayat,  Mert Ege, Emel Çölgeçen.
En octubre del mismo año, se anunció el nuevo proyecto de Boran llamado Mucize Aynalar también conocido con el nombre en inglés como Miracle Mirrors y su título en español Espejos Milagrosos dirigida y escrita por Tolga Örnek, cuya producción esta prevista por O3 Medya. Reparto: Cengiz Bozkurt, Sebnem Bozoklu, Eren Demirbas. Próximamente en cines de Turquía.
A inicios del 2023, se anunció el nuevo proyecto en la que participaría Boran. Aşk-ı Memnu, protagonizará al Behlül del siglo XIX. Se filmará nuevamente y se presentará a la audiencia como una película para la plataforma digital de Prime video. Cuyo guion fue escrita por Merve Gontem se estrenará a finales del 2023. La película se rodará según el periodo en el que se publicó el libro escrita por Halid Ziya Uşaklıgil, publicada en 1899. La película estará ambientado en Estambul del siglo XIX. Boran compartirá rol principal junto a Farah Zeynep Abdullah, Helin Kandemir y Ebru Ozkan. La película se estrenará bajo el nombre de Bihter.
En junio de 2023, Boran es anunciado para la serie de Netflix Kimler Geldi, Kimler Geçti junto a Serenay Sarıkaya, Metin Akdülger, Hakan Kurtas, Ahmet Rifat Sungar, Meric Aral y Zeynep Tugce Bayat. Una serie que contará de 8 capítulos. Dirigida por Bertan Basaran y escrita por Ece Yörenç.
A fines de agosto, Boran es anunciado junto a la actriz Hafsanur Sancaktutan como los primeros embajadores de la marca internacional de Cartier. Ese mismo fue invitado en los 80th festival de cine en Venecia, representando a marcas como Armani y Cartier. 
Al siguiente mes fue como invitado al evento de la marca BOSS en Italia junto a actores y actrices internacionales.

## Vida personal
Su padre fue subgerente del Teatro Estatal de Ankara. Su madre estudió educación de Bellas artes.
Su padre falleció en 2021 a fines de año. 
A Boran le encanta todo referente al arte, en sus tiempos libre le gusta pintar y lo hace solo cuando está en Ankara en la casa de sus padres. Le gusta viajar mucho. Su ciudad favorita es París y Londres. Le gusta el verano, pasar el tiempo con sus mejores amigos de Estambul y Ankara, le gusta los animales y tomar muchas fotografías a donde vaya. 
Comida favorita la pasta, bebida favorita el café. su signo zodiacal es libra. Su dibujo animado favorito es el conejo "Bugs bunny", y también le gusta escuchar música.
Respecto a su vida sentimental siempre se mantuvo muy reservado.

## Filmografía

### Televisión
| Año       | Serie                 | Papel         | Notas            |                 |
| --------- | --------------------- | ------------- | ---------------- | --------------- |
| 2015      | Analar ve Anneler     | Suat          | 1-6              |                 |
| 2016      | Muhteşem Yüzyıl Kösem | Mustafa I     | Elenco principal | En 10 episodios |
| 2016-2018 | Vatanım Sensin        | León          | Elenco principal |                 |
| 2018      | Şahin Tepesi          | Efe Akdora    | Protagonista     |                 |
| 2020      | Menajerimi Ara        | Como él mismo | episodio 6       |                 |

### Series: plataforma digital
| Año         | Serie                      | Papel  | Notas            | Plataforma digital |
| ----------- | -------------------------- | ------ | ---------------- | ------------------ |
| 2019 - 2020 | The Protector              | Okhan  | temporada 2 y 4  | Netflix            |
| 2020        | Saygi 1                    | Savaş  | protagonista     | BluTV              |
| 2021        | Saygi 2                    | Savaş  | protagonista     | BluTV              |
| 2024        | Kimler Geldi, Kimler Geçti | Seyyaz | Elenco principal | Netflix            |

### Cine
| Año  | Serie                               | Papel    | Notas                     |
| ---- | ----------------------------------- | -------- | ------------------------- |
| 2017 | Cingöz Recai : Bir Efsanenin Dönüşü | Cüneyt   |                           |
| 2019 | Biz Böyleyiz                        | Emrah    |                           |
| 2019 | Mest-i Aşk                          | Alaeddin | Producción turca - iraní  |
| 2021 | Hazine                              | Musa     |                           |
| 2024 | Adresi Olmayan Ev                   | Alper    | Producción turca - griega |
| 2024 | Mucize Aynalar                      |          |                           |

### Películas: Plataforma digital
| Año  | Serie          | Papel  | Plataforma digital |
| ---- | -------------- | ------ | ------------------ |
| 2021 | Aşkın Kıyameti | Firat  | Netflix            |
| 2022 | Yilbasi Gecesi | Togay  | Disney             |
| 2023 | Bihter         | Behlül | Prime Video        |

### Películas cortas
| Año  | Título            | Función    | Director    |
| ---- | ----------------- | ---------- | ----------- |
| 2014 | Bir Adam Yaratmak | Periodista | Tuğba Altın |
| 2012 | Aşka Dokunmak     | Hakan      | Tuğba Altın |

### Publicidad
- Coca Cola (2013)
- Adidas (2018 - 2021)
- Etidong (2020)
- Ford Turquía (2020 - 2023)
- Levi's Turquía & California (2021 - 2023)
- Armani Beauty (2022)
- Prada (2022)
- Vogue Paris (2023)
- GO ONS (2023)
- Cartier (2023)

### Premios
- "Best actor of the year award" / Style Awards x MAC stylish / 2022
- "Best actor of the year" / Kristal Geyik Awards / 2022
- GQ Men Of The Year / Equality Award / 2020
- Istanbul Technical University / Social Media Awards / Best Actor Award / 2020
- Latina Turkish Awards / Mejor actor revelación / Te amaré por siempre / 2019
- E! Entertainment Best International Actor /Wounded Love / 2018
- Istanbul Kultur University Honorary Career Awards / Rising Actor Of The Year / Wounded Love / 2018
- Istanbul Kultur University Honorary Career Awards / Best Couple in a TV Show / Wounded Love / 2018
- E! Entertainment Top TV Couple of 2018 / Wounded Love
- Bilkent Television Awards /Rising Actor of The Year / 2017